# Augustibuller 2005
Augustibuller 2005 var den tionde upplagan av musikfestivalen Augustibuller, 5–6 augusti 2005. Biljettpriset var 400 kronor och besökarantalet 6 500 (utsålt).
Detta år pensionerades tältscenen Olympos och ersattes med utomhusscenen Bermuda.

## Bandlista
| - A Good Name For a Band - Aktiv dödshjälp - All Hell - Ape Grape - As We Fight - Birdflesh - Bombfors - Bree a Lechon - Carnated - Cheezekake 69 - Chixdiggit - Crucified Barbara - Dims Rebellion - Frost - Ignite - Jamborees - Johnossi | - Knugen faller - Köttgrottorna - Lord Eddy and The Thugs - Maroon - Mustasch - Napalm Death - Nine - Oi Polloi - Path of No Return - Peter and the Test Tube Babies - Psycho Poetry - Quit Your Dayjob - Randy - Raunchy - Rise and Fall - Rolands Gosskör - Sideshow | - Skumdum - Starmarket - Steamboat Rally - Submissions - Talking to Drake - The Accidents - The Grand Union - The Kristet Utseende - The Liptones - The Rockfellas - The Selecter - The Slackers - The Varukers - USCB Allstars - Venerea - Victims - When We Fall |